# Banga (Aclán)
Banga es un municipio filipino de tercera clase, perteneciente a la provincia de Aclán, en las Bisayas Occidentales.

## Toponimia
El lugar puede aparecer referido con las grafías «Banga» y «Banja».

## Historia
Hacia mediados del siglo XIX, el lugar, por entonces perteneciente a la provincia de Cápiz, tenía contabilizada una población de 14 889 habitantes, repartidos en 2481 casas. Aparece descrito en el primer volumen del Diccionario geográfico, estadístico, histórico de las Islas Filipinas (1850) de Manuel Buzeta Núñez y Felipe Bravo con las siguientes palabras:

BANGA ó BANJA: pueblo con cura y gobernadorcillo, en la isla de Panay, prov. de Capiz, dióc. de Cebú; sit. en los 126° 1' long., y los 11° 32' lat., en la costa setentrional de la prov. sobre una pequeña bahía á que da nombre. Su asiento primitivo fué donde aun se conserva un pequeño barrio con el nombre de Banga Vieja. Su terreno es desigual, y el clima templado y saludble. Tiene como unas 2,481 casas, en general de sencilla construccion como todas las del pais, distinguiéndose tan solo como mas notables la casa parroquial y la llamada tribunal, en la cual está la cárcel; hay escuela de primeras letras dotada de los fondos de comunidad, á la que concurren todos los niños del pueblo; é igl. parr. de buena fábrica, servida por un cura secular. Depende de esta parroquia el pueblo de Madulag ó Madalag. A corta dist. de la igl. se halla el cementerio en buena situacion y ventilado. Comunícase este pueblo con sus limítrofes por medio de buenos caminos de herradura, y recibe la corerspondencia tanto de dentro como de fuera de la isla en dias indeterminados. El term. confina por E. con el de Capiz, cap. de la prov.; por S. con el de Bambusao; por O. con el de Banga y Calibo, y por N. con el mar. En sus montes nacen algunos r. que llevan sus aguas al mar ó á la espresada bahía; se cria buena madera de construccion para edificios y ebanistería, cañas bojas, cera y abundantes venados, javalíes y búfalos silvestres. El terreno es bastante fértil, y sus prod. arroz, algodon, caña dulce, maiz, cacao, café y muchas legumbres y frutas. Su ind. consiste en el beneficio de los productos agrícolas, y algunos telares que son la ocupacion de las mugeres. El sobrante de sus articulos agrícolas é industriales forma su comercio. pobl. 14,889 alm., 1,927 ½ trib., que ascienden á 19,275 rs. plata, equivalentes á 48,187 ½ rs. vn.
(Buzeta y Bravo, 1850, p. 340)

En 2020, tenía censados 40 318 habitantes.